# Sofía de Turingia
Sofía de Turingia (castillo de Wartburg, 20 de marzo de 1224 - Marburgo, 29 de mayo de 1275) fue duquesa consorte de Brabante como segunda esposa de Enrique II de Brabante y Baja Lotaringia. Era la heredera de Hesse, el cual su hijo, Enrique, tomaría tras su victoria parcial en la guerra de sucesión de Turingia, siendo Sofía una de las beligerantes. Fue la fundadora de la casa de Hesse.

## Familia
Sofía nació en el castillo de Wartburg, cerca de Eisenach, en Turingia, el 20 de marzo de 1224. Era la segunda hija del landgrave Luis IV de Turingia y de Santa Isabel de Hungría, hija del rey Andrés II de Hungría y de Gertrudis de Merania. La Cronica Reinhardsbrunnensis registró el nacimiento de Sofía: 1224 mensis tercio XX die a beata Elisabeth de filiam Sophiam in castro Wartburg. Cuando Sofía tenía tres años, su padre se unió a la Sexta cruzada, pero falleció inesperadamente de fiebre de camino hacia Tierra Santa. El hermano de Sofía, Hermann, le sucedió como landgrave, actuando su tío Enrique Raspe como regente. Sofía y su dos hermanos fueron enviados al castillo de Bollenstein por órdenes del confesor de su madre, Konrad von Marburg, pasando a estar bajo la supervisión de su tío abuelo Egbert, obispo de Bamberg. Cuando Sofía tenía siete años, en 1231, su madre falleció, dejándolos huérfanos a ella y sus hermanos. Tras la muerte de Isabel, Enrique Raspe asumió el control de Turingia, convirtiéndose en landgrave de facto; Hermann falleció en 1241, sin haber logrado gobernar.

## Guerra de sucesión en Turingia
Cuando Enrique Raspe murió sin descendencia en 1247, Sofía entró en una disputa sobre la sucesión de los territorios de Turingia y de Hesse, que se encontraban bajo el gobierno de la dinastía Ludovingia; sus rivales eran su primo, el margrave Enrique III de Meissen, y el arzobispado de Maguncia, el cual reclamó los territorios como feudos del arzobispo. Esta disputa culminó en una guerra de sucesión que duraría 17 años. Sofía, apoyada por la nobleza de Hesse, consiguió una victoria parcial en 1264, logrando que su hijo Enrique se convirtiera en el primer landgrave por derecho materno; Enrique III recibió Turingia. El resultado de la disputa fue la creación del independiente landgraviato de Hesse, el cual finalmente se convertiría en un poderoso principado territorial.

## Matrimonio e hijos
En 1241, a los 17 años, Sofía contrajo matrimonio con el duque Enrique II de Brabante y Baja Lotaringia como su segunda esposa. El matrimonio quedó registrado en el Annales Parchenses. Sofía fue la única de las esposas de su marido en recibir el título de duquesa de Brabante y Baja Lotaringia, ya que la primera esposa de Enrique, María de Suabia, había fallecido seis meses antes de que él sucediera a su padre como duque. Sofía y Enrique tuvieron dos hijos:
- Isabel de Brabante (1243-17 de abril/9 de octubre de 1261): desposó al duque Alberto I de Brunswick-Luneburgo, sin descendencia.
- Enrique I de Hesse (24 de junio de 1244-21 de diciembre de 1308): apodado El Niño. Desposó en primeras nupcias a Adelaida de Brunswick-Luneburgo, con quien tuvo descendencia, y luego a Matilde de Cleves, con quien también tuvo descendencia.

Sofía también tuvo seis hijastros del primer matrimonio de su marido con María de Suabia.
Fue descrita como una «mujer energética y briosa, orgullosa de su ascendencia santa». Comenzaba todas sus cartas con la siguiente oración: «Nos, Sofía, duquesa de Brabante, hija de santa Isabel».
Tras de la muerte de su marido, Sofía residió en un castillo situado junto al río Dijle en el pueblo de Sint-Agatha-Rode, en Brabante.
Sofía falleció el 29 de mayo de 1275 en Marburgo, a los 51 años, y fue enterrada en la abadía de Villers, en Brabante. En la actualidad hay una estatua de ella y su hijo Enrique en la plaza delante del ayuntamiento en Marburgo.